# Psilopygida crispula
Psilopygida crispula är en fjärilsart som beskrevs av Paul Dognin 1905. Psilopygida crispula ingår i släktet Psilopygida och familjen påfågelsspinnare. Inga underarter finns listade.